# جوزيف ندو
جوزيف ندو (بالفرنسية: Joseph Ndo)‏ (مواليد 28 أبريل 1976) هو لاعب كرة قدم. يلعب مع منتخب الكاميرون لكرة القدم. سبق له أن لعب في كأس العالم لكرة القدم مع منتخب بلاده.

## روابط خارجية
- جوزيف ندو على موقع الاتحاد الدولي (مؤرشف)  (الإنجليزية)
- جوزيف ندو على موقع قاعدة بيانات كرة القدم.إي يو (الإنجليزية)
- جوزيف ندو على موقع ناشيونال فوتبول تيمز (الإنجليزية)
- جوزيف ندو على موقع Soccerway.com (الإنجليزية)
- جوزيف ندو على موقع عالم كرة القدم.نت (الإنجليزية)